# Ногид, Лев Маркович
Лев Маркович Ногид (1892—1972) — советский кораблестроитель, доктор технических наук, профессор.

## Биография
Лев Маркович Ногид родился в 1892 году в Варшаве (по другим данным в Санкт-Петербурге).
В 1914 году поступил на кораблестроительное отделение Петроградского политехнического института, но в том же году был призван на военную службу. Принимал участие в Первой мировой войне, был награждён за храбрость Георгиевским крестом 4-й степени. Участвовал в Гражданской войне.
В 1928 году окончил кораблестроительное отделение Петроградского политехнического института.
Сразу же после окончания института стал его преподавателем. Работал в конструкторском бюро ЦКБ-32, где прошёл трудовой и научный путь от инженера до главного конструктора. В 1928 году был главным конструктором головного траулера — сухогруза «Одесский Горсовет» (всего построено 37 траулеров данного проекта). Руководил разработкой проектов рыболовных траулеров, судов ледового плавания, ледоколов и военных кораблей. В 1934 году разработал проект норм остойчивости траулеров, который был одобрен Регистром СССР и явился первым опытом нормирования судов в отечественной практике.
В 1934—1937 годах Л. М. Ногид являлся руководителем проекта проектирования и строительства на заводе № 194 имени Андре Марти в Ленинграде гидрографических судов типа «Океан». В те же годы был руководителем проекта строительства гидрографических судов типа «Камчадал» — серии судов специальной постройки для нужд гидрографической службы Тихоокеанского флота по заказу ВМФ СССР.
С 1938 года руководил проектированием эскадренных тральщиков, включая головной корабль «Владимир Полухин», вошедший в ноябре 1942 года в состав Краснознамённого Балтийского флота.
В 1939—1941 годах в гидродинамическом бассейне Ленинградского кораблестроительного института провёл первые эксперименты по имитации натурного льда пластинами из парафина, стеарина и смеси стеарина и говяжьего жира. На основании опытных данных, в 1941 году разработал оригинальную теорию моделирования движения ледокола во льдах. Публикации о подобных работах за рубежом появилась лишь 30 лет спустя.
До 1945 года являлся главным конструктором Центрального КБ-32. Проектировал ряд рыболовных траулеров и сухогрузных судов. Вывел формулу зависимости веса перевозимого груза от водоизмещения судна. Параллельно преподавал в Ленинградском кораблестроительном институте. В 1944 году стал доктором технических наук, в 1945 году — профессором. С 1945 по 1958 годы был заведующим кафедрой проектирования судов ЛКИ.
Дочь Л. М. Ногида — Ирина (1925—1967) работала в Государственном Эрмитаже в лаборатории химических исследований.
Умер Лев Маркович Ногид 8 февраля 1972 года в Ленинграде.